# Comisión Delegada del Gobierno para Situaciones de Crisis
La Comisión Delegada del Gobierno para Situaciones de Crisis fue el órgano del Gobierno de España previsto para situaciones de emergencia entre 1986 y 2013, cuando se creó el Consejo de Seguridad Nacional y asumió sus competencias. Era conocida, popularmente, como gabinete de crisis.
Algunas de sus reuniones relevantes fueron:
- 2004: Tras los atentados del 11 de marzo de 2004, el presidente del gobierno español, José María Aznar, reunió a sus vicepresidentes, varios ministros y altos cargos en La Moncloa, pero no convocó al órgano previsto para tal efecto.[1]

- 2010: Debido a la crisis de los controladores aéreos y, tras la aprobación en el Consejo de Ministros del Estado de Alarma, se reunió este gabinete de crisis.[2]